# Ingeborg Seidelin
Erika Marie Ingeborg Seidelin (30. oktober 1872 i København – 2. februar 1914) var en dansk maler. Hun var elev af Luplau Janssen og i øvrigt autodidakt. 
Ingeborg Seidelin fik kun en kortvarig karriere, der ikke har gjort hendes navn kendt. Hun malede en del portrætter og var desuden optaget af blomstermaleriet. 
Hun er begravet på Solbjerg Parkkirkegård.

## Værker
- Barneportræt (udstillet 1904)
- Portræt af en kvinde (udstillet 1905)
- Portræt af Hansen-Reistrup (1908, ARoS Aarhus Kunstmuseum)
- Portræt af Ragnhild Jølsen (knæstykke), 1907; gengivet i Hver 8. Dag 1908[1]
- Italiensk kone med sin ten
- Florentinske gadesangere;
- Frk. E. Vedel (udstillet 1909)
- Gustav Bang (udstillet 1913)
- J.Th. Hansen ved sit staffeli
- Dr. phil. B. (udstillet 1914)
- Halvbroderen, pastor Vilhelm Simonsen, Nidløse
- Italienske anemoner
- Pont Neuf, Paris
- Skakparti, Skagen.